# Xia Jiong
Xia Jiong è il nome completo di Jiong (扃T, JiōngP, trascritto anche Qiao o Gao Yang), dodicesimo sovrano della dinastia Xia
Fu figlio di Xie e padre di Jin, nonché fratello minore di Bu Jiang, suo predecessore.
Al riguardo, le cronache degli imperatori riportano: "l'imperatore Ju, prima detto Yu, o anche Gao Yang, è stato al trono per 21 anni.